# Ehretia wallichiana
Ehretia wallichiana là loài thực vật có hoa trong họ Ehretiaceae. Loài này được Hook.f. & Thomson ex C.B.Clarke mô tả khoa học đầu tiên năm 1883.